# Inganno militare
L'espressione inganno militare si riferisce a tentativi di ingannare i nemici durante una guerra. Ciò si ottiene normalmente creando o ampliando la nebbia di guerra con guerra psicologica, guerra dell'informazione, inganni visivi e altri metodi. Come forma di uso strategico dell'informazione (disinformazione), si sovrappone alla guerra psicologica.
L'inganno militare risale alla storia antica. L'arte della guerra, un antico trattato militare cinese, mette grande enfasi su tale tattica. Ai tempi moderni l'inganno militare è una dottrina ampiamente studiata. La disinformazione e gli inganni visivi furono usati durante la prima guerra mondiale ed ebbero grande importanza anche nella seconda guerra mondiale. Nella programmazione dello sbarco in Normandia, nel 1944, gli Alleati misero in atto uno dei più grandi inganni della storia militare, l'operazione Bodyguard, che li aiutò a cogliere perfettamente di sorpresa i nemici.

## Tipi di inganno
In linea di massima, l'inganno militare può assumere sia una forma strategica sia una forma tattica. L'inganno attraverso un campo di battaglia rimase raro fino all'età moderna (in particolare nelle Guerre mondiali del Novecento), ma l'inganno tattico su campi di battaglia più piccoli risale alla storia più antica. In pratica l'inganno militare impiega depistaggio visivo e disinformazione (per esempio con agenti doppiogiochisti) e psicologia per far credere agli avversari qualcosa che non è vero. L'uso di camuffamento militare, specialmente su larga scala, è un tipo di inganno. La parola russa maskirovka (lett. travestimento, camuffamento, occultamento) è usata per descrivere la dottrina militare della Russia e dell'Unione Sovietica di sorprendere attraverso l'inganno, nel quale il camuffamento gioca un ruolo significativo.
Ci sono numerosi esempi di attività di inganno impiegate nella storia della guerra, come:
- Falsa ritirata: consiste nel guidare i nemici, con un falso senso di sicurezza, ad un'imboscata.[6]
- Unità finte: consiste nel creare intere forze false, o nell'esagerare la grandezza di un esercito.[7]
- Cortina di fumo: consiste nell'usare fumo, nebbia o altri mezzi per coprire i movimenti sul campo di battaglia.[8]
- Cavallo di Troia: consiste nell'entrare in un'area fortificata sotto false spoglie, per permettere in seguito ad un esercito più grande di attaccare.
- Avvolgimento strategico: un piccolo esercito distrae il nemico mentre un esercito molto più grande si muove per attaccare alle spalle; una delle tattiche preferite di Napoleone Bonaparte.[9]

## Storia
L'inganno è stato parte della guerra fin dall'alba della storia. All'inizio ci si affidava a comandanti individuali per sviluppare inganni tattici sul campo di battaglia. Questo non è più vero nell'età moderna, quando l'inganno è organizzato ad un alto livello strategico, come parte di intere campagne di guerra.
I primi esempi di inganno militare esistono nelle antiche dinastie d'Egitto e Cina; il famoso lavoro di Sun Tzu, L'arte della guerra, discute di molte tattiche di inganno. Annibale, ampiamente riconosciuto come uno dei più astuti comandanti militari nella storia, fece grande uso dell'inganno nelle sue guerre. Gli antichi Greci furono notati per diverse forme di inganno tattico: inventarono certamente la cortina fumogena nella guerra del Peloponneso, e storie successive narrano anche del cavallo di Troia, che permise loro di sconfiggere Troia.
Nella sua conquista della Gallia, nel 52 a.C., Giulio Cesare usò con successo un inganno strategico per poter attraversare il fiume Allier. Il suo avversario, Vercingetorige, pedinò le forze di Cesare dalla riva opposta, impedendo ogni tentativo di attraversamento. Cesare si accampò nel bosco per la notte; ripartendo il giorno dopo, lasciò indietro un terzo delle sue forze, dividendo i rimanenti due terzi, per far sembrare che questi ultimi costituissero l'intero esercito. Una volta che la costa fu libera, le forze nascoste ricostruirono un passaggio distrutto e stabilirono una testa di ponte. Un volume de Gli stratagemmi di Sesto Giulio Frontino, scritto nel I secolo, parla interamente di inganno militare; tuttavia, gli antichi Romani dichiaravano di disprezzare questa tattica.
L'opinione sull'inganno militare fu divisa dopo la caduta dell'impero romano. I paesi "cavallereschi" dell'Europa occidentale consideravano questa tattica subdola, mentre per gli eserciti orientali era un'abilità chiave: il generale bizantino Belisario fu particolarmente notato per l'uso dell'inganno militare contro forze preponderanti.

### Medioevo
I Normanni misero da parte la natura cavalleresca degli stati occidentali e accettarono il concetto di una finta ritirata, una delle tattiche preferite dei Bizantini, insegnata loro dai compatrioti mercenari. Sembra che Guglielmo il Conquistatore abbia usato questa tattica con successo durante la battaglia di Hastings, anche se gli avvenimenti reali sono contestati dagli studiosi. Qualunque sia la verità, la battaglia almeno è stata usata come un esempio famoso di questa tattica.
Anche gli eserciti mongoli usarono la falsa ritirata; i Mangudai erano un'avanguardia suicida che avrebbe dovuto caricare il nemico, fare danni e ritirarsi per provare a portarlo su un territorio più favorevole. I signori della guerra mongoli fecero uso anche di disinformazioni tattiche, diffondendo (o incoraggiando) notizie a proposito della grandezza e dell'efficacia delle loro forze. Essi usarono perfino l'inganno visivo; la cavalleria spesso teneva numerosi cavalli di riserva, ed essi venivano cavalcati da manichini di paglia. Sul campo di battaglia i Mongoli usarono molti inganni tattici, per esempio fuochi brillanti come scudo di fumo per far cadere gli avversari nelle loro trappole.
Altri esempi di inganno esistono durante le Crociate. Nel 1271 il sultano Baybars catturò con successo il formidabile Krak des Chevaliers consegnando una lettera ai cavalieri assediati, probabilmente fingendosi un loro comandante, ordinandogli di arrendersi. Essa era, certamente, contraffatta, ma i cavalieri puntualmente si arresero. Circa allo stesso tempo, in Inghilterra, i Tudor gallesi stavano cercando di far togliere la taglia che Henry Percy aveva messo sulle loro teste: decisero di catturare il castello Conwy di Percy; una loro piccola banda fu in grado di entrare nel castello fingendosi un gruppo di falegnami, una variante della tattica del cavallo di Troia, e fece entrare il grosso dei compagni.
Nonostante questi primi esempi, la guerra nel Medioevo in generale era poco organizzata e mancava di una scuola tattica o strategica. Gli eserciti, a parte cavalieri ed arcieri, in genere non erano addestrati ed organizzati, al contrario delle precedenti legioni romane. La strategia militare era ispirata a quella del passato, senza averne le solide fondamenta, e le strategie di inganno ebbero efficacia diversa da zona a zona.

### Rinascimento
L'inizio del periodo del Rinascimento guidò a un cambiamento; gli studiosi della guerra superarono le tattiche medioevali e si basarono sugli scrittori greci e romani per formulare linee strategiche e stratagemmi.
Niccolò Machiavelli fu un importante studioso della storia militare di quell'era ed un appassionato di tattiche di inganno. In Discorsi sopra la prima Deca di Tito Livio, una storia degli inizi di Roma, afferma:
- Niccolò Machiavelli, Discorsi sopra la prima Deca di Tito Livio»

### Rivoluzioni
Alla fine del Settecento, la Prima Repubblica francese (appena nata), si scontrò con molte altre potenze europee. Si cominciò ad usare formalmente l'inganno militare sia sul campo di battaglia, sia in una strategia più ampia.
Nel 1797, durante la battaglia di Fishguard, il comandante britannico John Campbell, I barone di Cawdor ingannò i Francesi in modo da farli arrendere alla sua forza più piccola. In risposta a una richiesta francese di arrendersi, potendo tornare a casa, Cawdor rispose: "La superiorità della forza sotto il mio comando, che si accresce di ora in ora, mi deve impedire di trattare su ogni termine all'infuori dell'arrendervi come prigionieri di guerra". La risposta di Cawdor fu un bluff oltraggioso, ma inesplicabilmente il comandante dei nemici, l'americano William Tate, credette che i Britannici avessero ricevuto sostanziosi rinforzi e si arrese.
Un altro uso di inganno militare degno di nota fu all'assedio di Detroit, durante la guerra anglo-americana del 1812, il maggior generale britannico Isaac Brock e il capitano nativo americano Tecumseh usarono vari trucchi, incluse lettere che esageravano la grandezza delle loro forze e facendo marciare più volte lo stesso corpo di osservatori nativi per ingannare il brigadier generale americano William Hull, facendogli pensare che avrebbe dovuto fronteggiare forze britanniche soverchianti e orde di indiani incontrollabili. Temendo di essere massacrato dagli Indiani, il vecchio Hull capitolò, facendo arrendere la città, il forte annesso e un esercito superiore a quello di Brock e Tecumseh.
Comunque, il maestro di inganni del periodo fu Napoleone Bonaparte, il condottiero e politico francese le cui strategie influenzarono molto le moderne tattiche militari. Napoleone fece un uso significativo di inganno tattico durante le sue campagne e, più tardi, di inganno strategico. Nel 1796, nella battaglia di Lodi, attraversò con successo il Po. In un capovolgimento nella tattica di Cesare, Napoleone organizzò un tentativo di attraversamento contro il forte esercito austriaco comandato da Johann Beaulieu. Nel frattempo, il grosso del suo esercito risalì il fiume e gettò un'incontrastata testa di ponte a Piacenza, per poi attaccare la retroguardia del nemico. Napoleone chiamò questa tattica manoeuvre sur les derrières (accerchiamento strategico).

### Guerra di secessione
Thomas Jonathan Jackson fece buon uso di inganno militare durante la guerra di secessione americana. Nel 1862, dopo una serie di devastanti attacchi lungo la valle dello Shenandoah, il suo esercito marciò in segreto per attaccare George B. McClellan a Richmond. Jackson fece circolare la voce che stava andando in una direzione diversa, mandando anche degli ingegneri in ricognizione sulla strada fasulla; Jackson proibì ai suoi soldati di parlare e di sapere dove si trovavano o dove erano diretti.

### Seconda guerra boera

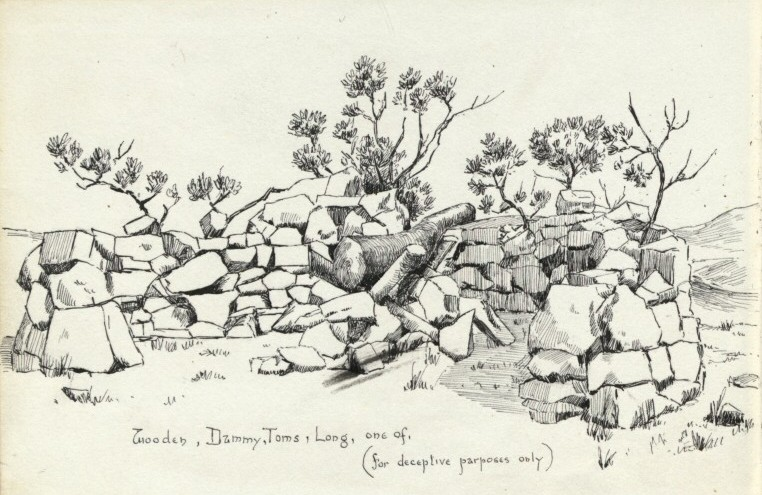
Una finta postazione di Long Tom imbastita durante la seconda guerra boera

Probabilmente uno degli inganni più conosciuto dell'età moderna fu la difesa di Mafeking da parte di Robert Baden-Powell durante la seconda guerra boera. Poco prima dello scoppio della guerra, Baden-Powell era stato mandato nella provincia del Nordovest, in Sudafrica, coll'ordine di arruolare un piccolo esercito e di condurre una guerra devastante contro i fianchi dei Boeri (per respingere i loro assalti alle posizioni chiave britanniche sulla costa).
Baden-Powell capì che il suo esercito non era capace di operazioni offensive. Così, nell'entrare a Mafeking, mentì ottenendo un permesso per "una guardia armata a Mafeking per proteggere i negozi". Siccome le autorità non avevano specificato l'entità della guardia armata, Baden-Powell fece entrare il suo intero esercito in città, il primo dei suoi numerosi inganni compiuti negli anni successivi. I Boeri mandarono 8000 uomini ad assediare Mafeking. L'esercito di Baden-Powell contava meno di 1500 soldati e ufficiali; quest'ultimo capì che l'inganno sarebbe stato fondamentale per mantenere la città. La grandezza e l'audacia dei successivi inganni fecero di Baden-Powell un vero eroe di guerra in Inghilterra.
Mentre i Boeri avanzavano, Baden-Powell mandò una lettera ad un amico che si trovava nel Transvaal riguardante l'imminente arrivo di altre truppe britanniche. Sapeva che l'amico era morto e sperava che la lettera sarebbe caduta in mano ai Boeri, come successe, e 1200 soldati stettero inutilmente a sorvegliare l'arrivo da sud di questo esercito inesistente. A Mafeking Baden-Powell costruì falsi forti, ad una certa distanza dalla città; uno, designato come suo quartier generale, presto destò l'attenzione del nemico. Queste fortificazioni trattennero i Boeri, permettendo a Baden-Powell di rinforzare le difese di Mafeking. Egli utilizzò gli abitanti della città per portare scatole di "mine" intorno alla città (mentre, in realtà, erano piene di sabbia), informazione che presto trapelò ai nemici; i segnali del "campo minato" spuntarono attorno alla città e, poco dopo, i Boeri furono sicuri che erano reali.

### Prima guerra mondiale

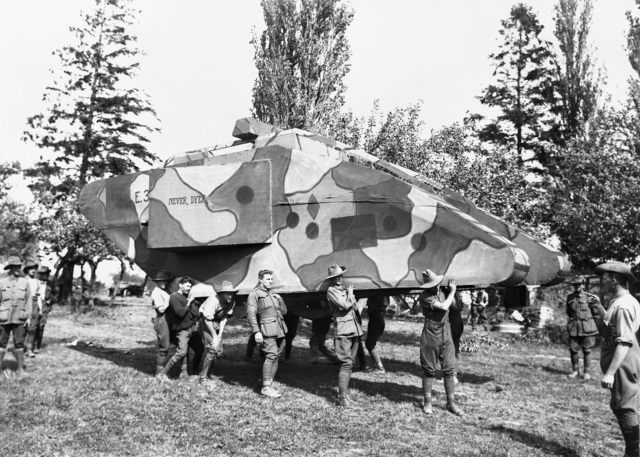
Soldati australiani della prima guerra mondiale che trasportano un falso carro armato Mark IV per ingannare le forze tedesche, il giorno dopo un assalto a parte della linea Hindenburg (settembre 1918)

Nell'età moderna le guerre diventarono imprese grandi e complesse. I campi di battaglia potevano contenere truppe sotto più comandanti diversi e gli inganni tattici potevano avere effetti inaspettati. Per questo declinarono le possibilità per un individuo di intraprendere inganni militari. Durante la prima guerra mondiale l'inganno cominciò a spostarsi dagli strateghi al vertice del comando e, durante la seconda guerra mondiale, nacquero dipartimenti dedicati alla pianificazione di inganni in tutti i maggiori teatri di guerra.
Europa
L'inganno militare fu usato su parte della linea Hindenburg nel settembre del 1918.
Palestina
Anche nel settembre del 1918, prima della battaglia di Megiddo, l'Egyptian Expeditionary Force (EEF), comandato dal generale Edmund Allenby, mascherò il movimento di tre divisioni di cavalleria dal limite orientale del fronte a quello occidentale, sul mar Mediterraneo, dove il riuscito sfondamento della fanteria da parte delle truppe a cavallo. Queste divisioni, coperte dall'oscurità, si mossero verso aree naturalmente camuffate, in boschetti di olive ed arance dietro la linea del fronte. Nel frattempo, la restante divisione a cavallo, rinforzata dalla fanteria, mantenne l'illusione che la valle fosse intensamente presidiata.
Essi realizzarono questo inganno costruendo un ponte nella valle; durante il giorno la fanteria fu fatta marciare più volte nella valle del Giordano e portata via di notte dai camion, tornando il giorno dopo. Nelle linee vuote le tende furono lasciate montate, furono accesi ogni notte 142 fuochi e 15000 cavalli finti, fatti di tela e riempiti di paglia, indossavano coperte e finimenti. Ogni giorno dei muli trascinavano rami su e giù per la valle (o i cavalli stessi erano cavalcati avanti e indietro tutto il giorno, come se li si portasse ad abbeverarsi) per creare fitte nuvole di polvere.
In seguito, lo staff di Allenby disseminò molte informazioni false e indizi, inclusa una grande corsa da tenersi proprio il giorno della battaglia. Infatti l'Hotel Fast di Gerusalemme fu improvvisamente evacuato, furono messe al suo ingresso delle garitte di sentinelle e sorsero voci che stava per diventare il quartier generale avanzato di Allenby, in preparazione per una nuova campagna in Transgiordania, a est verso Amman ed Es Salt.
Durante il raduno dell'esercito di Allenby sul limite occidentale della linea del fronte, le aeronautiche tedesca e turca non furono capaci di ottenere una ricognizione aerea affidabile poiché le aeronautiche britannica e australiana avevano il controllo quasi completo del cielo. Solo quattro dei loro aerei riuscirono a sorvolare le linee durante il periodo di raduno prima di Megiddo, contro più di cento in una settimana di giugno.
Anche se questi inganni non indussero Otto Liman von Sanders, comandante delle forze turche in Palestina, a concentrare le sue forze sul fianco orientale, non le concentrò nemmeno su quello occidentale. Allenby poté perciò concentrare un esercito, superiore di cinque volte nella fanteria e ancor di più nell'artiglieria, contro il solo XXII Corpo ottomano, sul fianco mediterraneo, dove fu realizzato con successo l'attacco principale.

### Seconda guerra mondiale
La dottrina militare sovietica della maskirovka fu sviluppata negli anni venti. Per esempio Field Regulations of the Red Army (1929) stabiliva che "la sorpresa ha un effetto straordinario sul nemico. Per questa ragione tutte le operazioni militari devono essere compiute sempre di nascosto e in velocità. L'occultamento doveva essere ottenuto confondendo il nemico con movimenti, camuffamenti, velocità e segretezza, nonché di notte e sfruttando il terreno e la nebbia. Maskirovka fu messa in pratica su larga scala nella battaglia di Kursk, specialmente sul fronte della steppa, comandato da Ivan Stepanovič Konev: il risultato fu che i Tedeschi attaccarono le forze russe, quattro volte più grandi di quanto non si aspettassero. Il generale tedesco Friedrich von Mellenthin scrisse: "I terribili contrattacchi, ai quali presero parte moltissimi uomini e armamenti, furono per noi una spiacevole sorpresa ... Il miglior camuffamento dei Russi dovrebbe essere messo nuovamente in rilievo. Noi non ... scoprimmo nemmeno un campo minato o un'area anti carri armati, finché ... il primo carro armato saltò in aria su una mina o i primi cannoni russi anticarro non aprirono il fuoco".
Prima dell'operazione Barbarossa, l'Alto comando tedesco mascherò la creazione di una massiccia forza schierata per invadere l'URSS e intensificò i suoi sforzi diplomatici per convincere Stalin che stavano per lanciare un grande attacco all'Inghilterra.
Tra gli Alleati occidentali, molti individui furono pionieri dell'inganno, sia strategico sia operativo. Dudley Clarke e la sua 'A' Force, di base al Cairo, svilupparono molta della strategia di inganno militare alleata dall'inizio del 1941. La London Controlling Section fu formata nel settembre 1941 come risposta al successo di Clarke; dopo una partenza lenta, il dipartimento fu guidato da John Bevan, che lavorò a strategie di inganno che ebbero successo, come l'operazione Bodyguard.
L'inganno fu molto importante nella guerra in Nordafrica. Steven Sykes costruì un falso capolinea per proteggere il vero capolinea di Misheifa, per l'Operazione Crusader. Geoffrey Barkas guidò l'operazione Sentinel e l'operazione Bertram, che ebbero successo nell'ingannare Erwin Rommel riguardo alla forza e alle intenzioni degli Alleati, prima della decisiva seconda battaglia di El Alamein.
Prima del D-Day, l'operazione Quicksilver creò il First United States Army Group (FUSAG), un quartier generale fantasma comandato da Omar Bradley, come un gruppo di armate comandato dal generale George Patton. Nell'operazione Fortitude i Tedeschi furono convinti che il FUSAG volesse invadere la Francia dal passo di Calais. Le truppe britanniche e americane usarono falsi segnali e agenti doppi per ingannare il servizio segreto tedesco riguardo al posto dell'invasione. L'equipaggiamento fasullo giocò un ruolo trascurabile, visto che i Tedeschi non furono capaci di fare una ricognizione aerea sull'Inghilterra. I Tedeschi aspettarono al passo di Calais uno sbarco molte settimane dopo il vero sbarco in Normandia, spostando numerose divisioni dalla battaglia per la Normandia.

### Crisi dei missili di Cuba
I mesi prima della crisi dei missili di Cuba si sviluppò una complessa campagna di inganno e di smentite. Il tentativo sovietico di mettere armi nucleari sullo stato insulare di Cuba nell'operazione Anadyr (1962) si svolse sotto un velo di grande segretezza, sia per negare agli Stati Uniti d'America informazioni sul posizionamento di questi missili nell'isola, sia per ingannare i loro dirigenti politici e militari, nonché i loro servizi segreti, sulle intenzioni dell'URSS a Cuba. I parametri di Anadyr richiedevano che fossero posizionati a Cuba sia missili a medio raggio, sia altri a raggio intermedio, e che fossero operativi prima che la loro esistenza fosse scoperta dagli Stati Uniti; lo Stato Maggiore sovietico e i dirigenti del Partito Comunista presero delle misure radicali per ottenere in questo modo una sorpresa.
Forse l'inganno più importante nell'operazione Anadyr fu la creazione del nome in codice stesso, che è associato ai deserti della Russia settentrionale, e certamente non richiamante un'operazione nei Caraibi. Solo cinque anziani ufficiali dello Stato Maggiore generale, inoltre, erano a conoscenza dei dettagli del suo svolgimento e della sua ubicazione durante la pianificazione. I piani che furono creati furono persino scritti a mano, per evitare l'operazione fosse conosciuta anche da un singolo segretario.
Prima del viaggio a Cuba, le truppe in attesa del viaggio furono confinate nelle caserme prima della partenza e fu negato loro ogni contatto col mondo esterno. I soldati sovietici costruirono delle sovrastrutture con legno compensato per nascondere le difese delle navi e persino le cucine da campo sul ponte. Furono messi dei fogli di metallo sui missili e sui lanciamissili per impedire che fossero individuati da ricognizioni a infrarossi. Per perfezionare l'inganno, sui ponti delle navi vennero messi degli equipaggiamenti agricoli e altri macchinari non militari. Una volta in viaggio, alle truppe sovietiche non fu permesso di restare sul ponte, tranne che di notte e solo in piccoli gruppi. Le istruzioni alle truppe ed alle ciurme delle navi furono portate da corrieri speciali per impedire ai servizi segreti occidentali di intercettare comunicazioni elettroniche riguardanti l'operazione. I capitani delle navi ricevettero istruzioni riguardanti la loro destinazione finale solo una volta in mare.
I dinieghi e le misure di inganno sovietiche furono egualmente rigide riguardo all'arrivo delle navi a Cuba. I vascelli sovietici furono scaricati in undici porti diversi per complicare la sorveglianza americana. L'equipaggiamento militare fu scaricato solo di notte. La stessa misura fu applicata per i principali movimenti delle truppe, e tutte le posizioni militari sovietiche furono generalmente posizionate in aree scarsamente popolate dell'isola. Alle truppe sovietiche fu persino impedito di indossare le proprie uniformi. Simultaneamente, i media sovietici annunciarono il grande aiuto agricolo che i Sovietici stavano pubblicamente dando ai compagni cubani, come falsa spiegazione per uomini ed equipaggiamento.
Il diniego sovietico e la campagna di inganno nell'operazione Anadyr, che portò alla crisi dei missili di Cuba, si rivelò molto efficace, e la casuale scoperta dell'ubicazione dei missili si ebbe solo dopo che furono operativi.
Infatti, l'operazione fu un successo.

## Opinioni sull'inganno militare
Tra gli esperti di guerra ci sono opinioni differenti riguardo al valore dell'inganno militare. Per esempio, due libri che sono considerati i classici più famosi riguardo alla guerra, L'arte della guerra di Sun Tzu e Della guerra di Carl von Clausewitz, sembrano avere opinioni diametralmente opposte su quest'ultimo. Sun Tzu enfatizza molto l'inganno militare e lo considera la chiave della vittoria, affermando che tutta la guerra è basata sull'inganno. Clausewitz, d'altro canto, contesta che un comandante ha un'idea nebulosa di quello che sta succedendo e che creare una specie di falsa apparenza, soprattutto se su larga scala, è costoso e può essere accettabile, in speciali circostanze, solo dopo un'appropriata analisi di costi e benefici.
Come esempio più moderno, lo scrittore militare britannico John Keegan sembra avvicinarsi all'opinione di Clausewitz in questa particolare materia, nonostante di solito lo critichi molto. Nel suo libro Intelligence in War: Knowledge of the Enemy from Napoleon to Al-Qaeda dà molti esempi storici di situazioni dove una parte aveva una netta superiorità di informazioni rispetto all'avversario e argomenta che in nessuno di questi casi ciò fu di per sé decisivo per la vittoria.